# Нидерхоллабрунн
Нидерхоллабрунн (нем. Niederhollabrunn) — ярмарочная коммуна (нем. Marktgemeinde) в Австрии, в федеральной земле Нижняя Австрия.
Входит в состав округа Корнойбург. Население составляет 1833 человека (на 1 июня 2007 года). Занимает площадь 50,36 км². Официальный код — 31234.

## Политическая ситуация
Бургомистр коммуны — Леопольд Виммер по результатам выборов 2010 года.
Совет представителей коммуны (нем. Gemeinderat) состоит из 19 мест.
- АНП занимает 11 мест.
- Партия LSP занимает 5 мест.
- СДПА занимает 3 места.